# Cristian Tello
Cristian Tello (født 11. august 1991) er en spansk fodboldspiller, der spiller for Betis i den spanske liga.
Han debuterede 28. januar, 2012 mod Villarreal CF, for FC Barcelona.

## Klub Karriere

### Tidligere år/Espanyol
Født i Sabadell, Barcelona, Catalonien. Tello begyndte at spille i en alder af otte med CF Can Rull, flytter til FC Barcelona kort tid efter og udlejes til en anden side i regionen, CF Damm, i et år.
I 2008 udløb hans kontrakt, og RCD Espanyol underskrev en kontrakt med ham. Han fik sin senior debut i 2009-10 sæsonen. Han spillede 4 kampe for RCD Espanyol B, hvorefter de blev rykket ned til 3. division.

### FC Barcelona
I juni 2010 flyttede Tello tilbage til FC Barcelona B. [1] Den 9 November 2011 debuterede han for Barças førstehold. hvor han fik spillet i samtlige 90 minutter i en 1-0 udesejr mod CE L'Hospitalet.
Tello fik sin første La Liga optræden den 28 januar 2012. Han startede ude på bænken, men erstatede Adriano i 75 minut. Kampen endte 0–0 imod Villarreal CF. [4] Weekenden efter kampen mod Villarreal CF, fik han i sin første liga start, scoret i det ottende minut i en 2-1 hjemme sejr mod Real Sociedad.

### Porto
Cristian Tello blev i sommertransferen 2014 lejet ud til Porto fra Barcelona, og der har han lige siden.